# Gasværksvejens Skole
 Der er for få eller ingen kildehenvisninger i denne artikel, hvilket er et problem. Du kan hjælpe ved at angive troværdige kilder til de påstande, som fremføres i artiklen.

Gasværksvejens Skole er en kommuneskole med adresse Gasværksvej 22, beliggende mellem Gasværksvej og Eskildsgade på Indre Vesterbro i København. Skolen blev opført fra 1878 til 1880.
Nørrevold Skole fra 1850 som lå på Nørre Voldgade 28, flyttede i 1880 til Gasværksvej og blev Gasværksvejens Skole. I 1880'erne gik der over tusind elever i skolen, men i kriseårene omkring første verdenskrig faldt børnetallet, og det fortsatte op gennem århundredet. I 1945 var der 600 elever, gennem 1960'erne 500 og i 1996 cirka 100. Kun seks nye var skrevet op til det næste skoleår, og skolen blev derefter nedlagt, men genåbnede i 2006. I skoleåret 2017/18 var der 548 elever. Årlig vækst i elevtal har været på omkring. 7 %.
Skolen består af tre bygninger, den oprindelige bevaringsværdige skolebygning tegnet af Hans Jørgen Holm fra 1880 og to tilbygninger tegnet af Hans Christian Hansen opført i 1969-71.

## Kendte elever
- Olaf Carl Seltzer